# 52赫茲的鯨魚們
《52赫茲的鯨魚們》是日本作家町田苑香所著的小說，2020年4月18日經中央公論新社出版。2021年書店大獎得獎作品。2023年8月11日宣布改編電影，於2024年3月1日上映，由杉咲花主演。

## 電影

### 登場人物
- 三島貴瑚：杉咲花
- 岡田安吾：志尊淳[3]
- 新名主稅：宮澤冰魚[4]
- 牧岡美晴：小野花梨[4]
- 少年：桑名桃李[4]
- 村中真帆：金子大地[5]
- 品城琴美：西野七瀨[5]
- 三島由紀：真飛聖[5]
- 藤江：池谷伸枝[5]
- 岡田典子：余貴美子[4]
- 村中サチエ：倍賞美津子[4]

### 製作團隊
- 原作：町田苑香（日语：町田そのこ）『52赫茲的鯨魚們』（中央公論新社）
- 導演：成島出
- 主題曲：Saucy Dog（A-Sketch）[6]
- 劇本：龍居由佳里
- 攝影：相馬大輔
- 剪輯：阿部亙英
- 音效：藤本賢一
- 製作幹事・發行：GAGA
- 制作：Ark Entertainment
- 製作委員會：GAGA、U-NEXT、朝日放送電視台、中央公論新社、日本出版販賣

## 外部連結
- 52ヘルツのクジラたち｜単行本｜中央公論新社（日語）
- 52ヘルツのクジラたち｜特設サイト｜中央公論新社（日語）
- 電影『52赫茲的鯨魚們』官方網站（日語）
  - 電影『52赫茲的鯨魚們』的X（前Twitter）
  - 電影『52赫茲的鯨魚們』的Instagram帳戶